# Нови живот (ТВ филм)
„Нови живот” је југословенски ТВ филм из 1968. године. Режирао га је Јован Коњовић а сценарио је написао Александар Обреновић.

## Улоге
| Глумац           | Улога |
| ---------------- | ----- |
| Миодраг Андрић   |       |
| Стојан Дечермић  |       |
| Оливера Марковић |       |
| Љубица Раваси    |       |
| Милан Срдоч      |       |